# Аскарово (Кувандицький міський округ)
Аска́рово (рос. Аскарово) — присілок у складі Кувандицького міського округу Оренбурзької області, Росія.

## Населення
Населення — 141 особа (2010; 185 у 2002).
Національний склад (станом на 2002 рік):
- башкири — 90 %